# Gráinne Murphy
Gráinne Murphy (ur. 26 marca 1993 w Wexford) – irlandzka pływaczka, wicemistrzyni Europy, dwukrotna brązowa medalistka mistrzostw Europy (basen 25 m).
Specjalizuje się w pływaniu stylem dowolnym. Największym jej sukcesem jest srebrny medal mistrzostw Europy w Budapeszcie w 2010 roku na dystansie 1500 m (przegrała tylko z Dunką Lotte Friis) oraz dwukrotnie brązowy medal w mistrzostwach Europy na basenie 25-metrowym w Eindhoven w 2010 roku w na dystansie 400 i 800 m.
Uczestniczka igrzysk olimpijskich w Londynie (2012) na 400 m stylem dowolnym.